# Herbaspirillum camelliae
Herbaspirillum camelliae es una bacteria gramnegativa del género Herbaspirillum. Fue descrita en el año 2020. Su etimología hace referencia a la planta Camellia. Es aerobia y móvil. Tiene un tamaño de 0,5-0,7 μm de ancho por 1,4-1,8 μm de largo. Forma colonias redondas, convexas, opacas y de color blanco en agar NB o LB. Temperatura de crecimiento entre 15-40 °C, óptima de 34-37 °C. Catalasa y oxidasa positivas. Se ha aislado de la planta Camellia sinensis en China. 